# Polyorycta haemorrhoida
Polyorycta haemorrhoida là một loài bướm đêm trong họ Noctuidae.